# توشی‌هیکو اوچیاما
توشی‌هیکو اوچیاما (ژاپنی: 内山 俊彦؛ زادهٔ ۲۱ اکتبر ۱۹۷۸) یک بازیکن فوتبال اهل ژاپن است.
از باشگاه‌هایی که در آن بازی کرده‌است می‌توان به باشگاه فوتبال مونتدیو یاماگاتا، باشگاه فوتبال ویسل کوبه، باشگاه فوتبال ونتفورت کوفو و باشگاه فوتبال وگالتا سندای اشاره کرد.